# Saint-Georges-Antignac
Saint-Georges-Antignac è un comune francese di 421 abitanti situato nel dipartimento della Charente Marittima nella regione della Nuova Aquitania.

## Società

### Evoluzione demografica
Abitanti censiti